# Classe Invincible (croiseur)
Pour les autres classes de navires du même nom, voir Classe Invincible.
Issue d'une idée de l'admiral John Arbuthnot Fisher, la classe Invincible est la première classe de croiseurs de bataille qui, comme le Dreadnought pour les cuirassés, rendaient obsolètes tous les croiseurs précédemment construits.

## Présentation
Les trois navires, se conformant à la doctrine du monocalibre, emportaient quatre tourelles doubles avec des canons de 305 mm. Comme sur le Dreadnought, on évita les superpositions de tourelles pour éviter la mise hors de combat de deux d'entre elles par un seul impact ; deux furent placées à l'avant et l'arrière, les deux autres sur une diagonale au centre, leur permettant d'ouvrir le feu sur chaque bord.
Des pièces de 102 mm complétaient cet armement pour lutter contre les torpilleurs. Deux grands mâts tripodes encadraient les trois cheminées nécessaires pour évacuer la fumée des quelque trente et une chaudières. Bien que conçus pour atteindre 25 nœuds, les trois navires furent tous en mesure de dépasser 28, aux essais.

## Navires de la classe
| Classe Invincible |                        |                  |               |                 |                                               |
| Nom               | Chantier naval         | Mise en chantier | Lancement     | Mise en service | Destin                                        |
| HMS Invincible    | Armstrong Whitworth    | 2 avril 1906     | 13 avril 1907 | 20 mars 1909    | Coulé à la bataille du Jutland le 31 mai 1916 |
| HMS Inflexible    | John Brown & Company   | 5 février 1906   | 26 juin 1907  | 20 octobre 1908 | Revendu en mars 1920                          |
| HMS Indomitable   | Fairfield Shipbuilding | 1er mars 1906    | 16 mars 1907  | 25 juin 1908    | Revendu en mars 1920                          |

## Opérations

### HMSInvincible
L'Invincible servit dans la 1re escadre de croiseurs jusqu'en 1914, puis il intégra la 1re escadre de croiseurs de bataille nouvellement créée. Après avoir participé à la bataille de Heligoland, il fut envoyé dans l'Atlantique sud comme navire amiral de l'amiral Sturdee où il mena la chasse aux bâtiments de Maximilian von Spee pendant la bataille des Falklands.
Le 31 mai 1916, alors qu'il était le navire amiral de Hood à la tête de la 3e escadre de croiseurs de bataille, il fut touché par une salve du Lützow, sur sa tourelle "Q", ce qui, à la suite d'un défaut de conception du blindage, provoqua une explosion des magasins de munitions centraux coupant le navire en deux. L'Invincible coula aussitôt, entraînant dans la mort 1 020 de ses marins dont l'amiral Hood. Il n'y eut que six survivants.

### HMSInflexible
À la déclaration de guerre, il était navire amiral de l'escadre de Méditerranée. Il participa à la poursuite du Goeben et du Breslau, du 4 au 10 août 1914, puis il fut rappelé en métropole, le 19. Du 1er au 10 octobre, il escorta un convoi de transports de troupe avant de recevoir l'ordre de se diriger vers l'Atlantique sud, le 4 novembre, après l'annonce de la défaite de Coronel. Il arriva le 7 décembre à Port Stanley et prit part le lendemain à la bataille des Falklands, où il ne subit aucun dommage.
Le 19 décembre, il reçut l'ordre de retourner en Méditerranée où, après un radoub à Gibraltar, il prit la tête de l'opération contre les Dardanelles, le 24 janvier. Au cours de celle-ci, le 18 mars, il fut touché deux fois par l'artillerie des forts turcs, ce qui provoqua la mort de neuf de ses marins, et heurta une mine, ce qui l'obligea à se retirer après avoir embarqué 2 000 tonnes d'eau. Réparé à Gibraltar, il rejoignit la Home Fleet, le 19 juin 1915. Le 31 mai 1916, il prit part à la bataille du Jutland au sein de la 3e escadre de croiseurs de bataille du contre-amiral Horace Hood. Il finit la bataille sans dommages contrairement à l'Invincible. Il fut versé dans la flotte de réserve en janvier 1919 et rayé des listes de la Royal Navy, le 31 mars 1920.

### HMSIndomitable
Comme l'Inflexible, il débuta la guerre en Méditerranée par la poursuite du SMS Goeben et du SMS Breslau, puis il fut engagé contre les forts turcs en novembre, en compagnie du HMS Indefatigable et des cuirassés français Suffren et Vérité. La confiance provoquée par la réussite de cette opération limitée incita par la suite les alliés à en déclencher une plus ambitieuse, la campagne des Dardanelles qui, elle, échouera.
Comme les autres bâtiments de sa classe, il participa ensuite à la bataille du Jutland au sein de la 3e escadre de croiseurs de bataille. Il passa dans la flotte de réserve en 1919 et fut rayé des listes en 1920.